# Wagashi

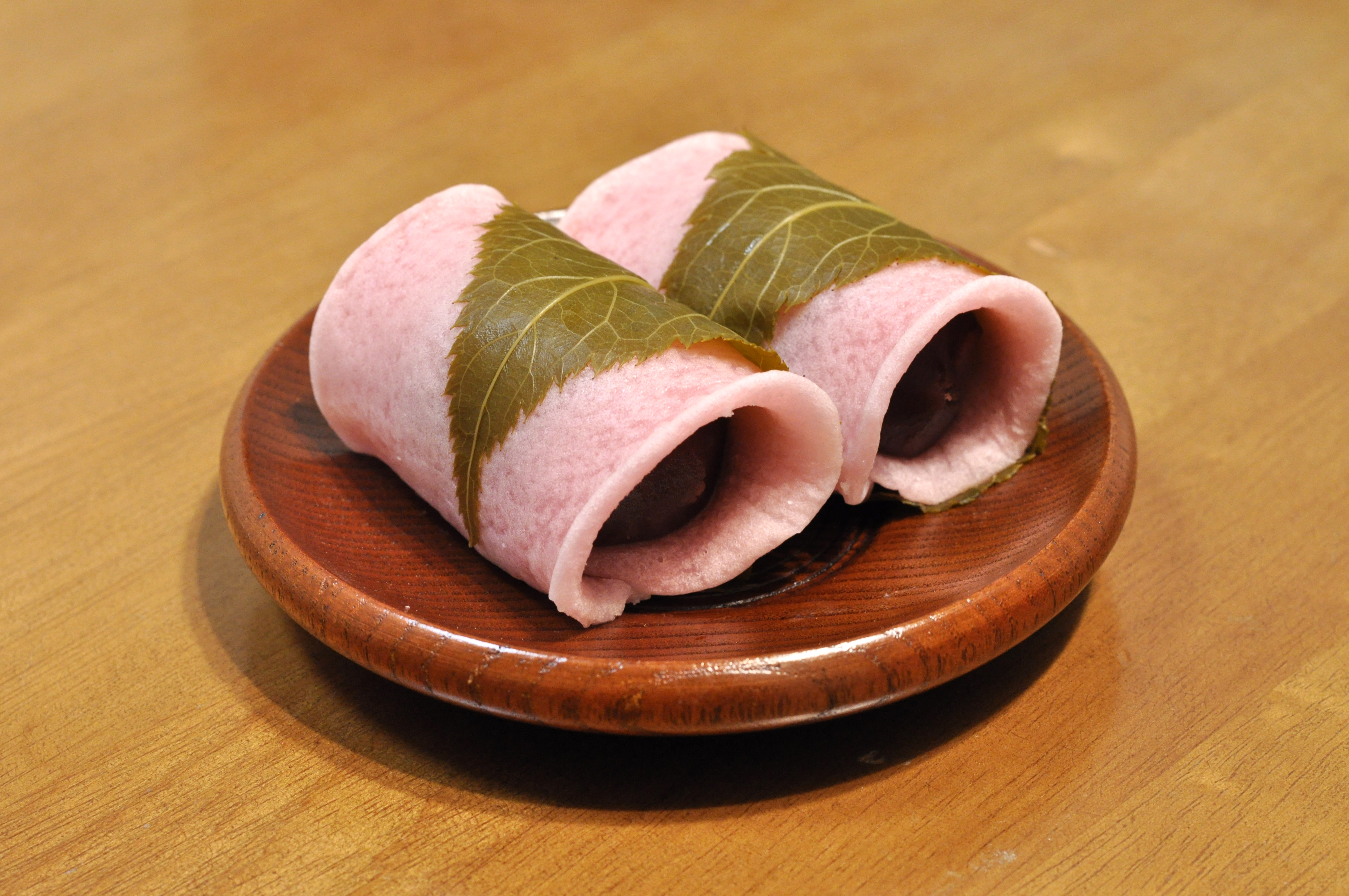
Sakura Mochi, là một loại wagashi truyền thống ở Nhật Bản

Wagashi (和菓子 (Hoà quả tử) n.đ. 'bánh kẹo Nhật Bản') là tên gọi chung cho các loại đồ ngọt truyền thống của Nhật Bản với nguyên liệu thường dùng là thực vật, các loại bánh này thường ăn cùng với trà. Ban đầu wagashi được dùng trong các buổi tiệc trà truyền thống, hương vị của loại này được chăm chút hơn các loại đồ ăn khác cũng như được trình bày đẹp mắt và mang tính nghệ thuật, vì thế loại bánh này còn được xem là các tác phẩm nghệ thuật có thể ăn được. Wagashi là một trong các đại diện cho văn hóa Nhật Bản và đóng vai trò quan trọng trong cuộc sống hằng ngày tại nước này.

## Lịch sử
Nguồn gốc của wagashi được hình thành từ các loại bánh thời cổ xưa được làm bằng gạo, kê, các loại ngũ cốc khác cùng với các loại hạt và trái cây thường dùng trong chế độ ăn uống hằng ngày tại Nhật Bản khi đó. Món bánh ngọt tinh tế này là một trong những "niềm tự hào" lớn của người dân xứ phù tang. Tên của nó - wagashi, có nghĩa đen là "bánh hoa" và thực chất, mỗi chiếc bánh thường được trang trí giống một bông hoa, chiếc lá hoặc loại quả nào đó. Wagashi được làm bằng bột gạo, mật ong, đậu đỏ, khoai lang, hạt dẻ...thường xuất hiện với vai trò là món tráng miệng trong hoàng tộc hoặc các gia đình giàu có thời xưa.
Wagashi bắt đầu hình thành phát triển khi đồ ngọt được nhập khẩu vào Nhật Bản qua các con đường giao thương từ thế kỷ thứ 7. Văn hóa trà đạo tại Kyoto có ảnh hưởng đặc biệt trong quá trình phát triển của wagashi, chúng thường được mời trong các buổi tiệc trà như để bày tỏ lòng hiếu khách vì thế chúng bắt đầu được làm càng bắt mắt càng tốt và nghệ thuật làm bánh cứ thế tiếp tục phát triển. Wagashi có ảnh hưởng khá mạnh tới nền văn học cổ điển của Nhật Bản khi có nguyên một mảng thơ đã hình thành và được thực hiện để miêu tả hình dáng các loại bánh này khiến cho nó còn nổi tiếng hơn nữa.

## Nguyên liệu

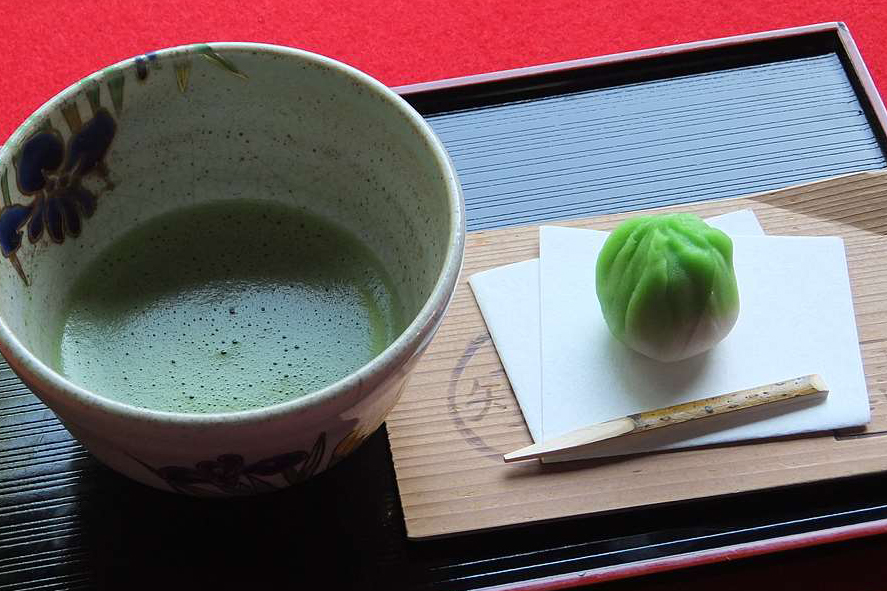
Một lựa chọn wagashi sẽ được phục vụ trong một buổi trà đạo Nhật Bản

Do loại đồ ngọt này thường được trở thành món ăn nhẹ để nhâm nhi với nước trà nên hàm lượng đồ ngọt rất cao còn dầu rất ít khi được sử dụng. Nguyên liệu thực vật được sử dụng để làm bánh như xi rô, gạo, lúa mì, đậu đỏ... được dùng nhiều hơn so với các loại đồ ngọt khác, dù rất hiếm khi được sử dụng nhưng trái cây tươi, khô hay hấp chín cũng có thể được dùng cho việc làm bánh. Do có các nguyên liệu hầu hết là thực vật nên loại bánh này được đánh giá là tốt cho sức khỏe.
Đường chỉ được sử dụng trong thời kỳ hiện đại, do đường trắng không thể nào dễ kiếm từ thời Edo trở về trước tại Nhật Bản. Trước khi có đường và lúc nó còn quá mắc như loại wasanbon thì chất ngọt thêm vào nếu cần được chiết xuất từ quả hồng.
Nguyên liệu cho bánh wagashi cơ bản gồm vỏ làm từ tinh bột đậu trắng trộn chung với chút bột gạo nếp (gyuhi) và nước đường sên lại thành khối bột dẻo mịn, thêm màu thực phẩm. Nhân đơn giản chỉ là đậu đỏ. Đôi lúc bánh wagashi muốn có độ bóng thì sau khi nặn bánh và tạo hình sẽ được nhúng qua lớp thạch rau câu để cho bánh được đàn hồi và không bị biến dạng.

## Phân loại
Cũng vì hương vị đặc biệt cũng như độ ngọt dịu mà có rất nhiều loại wagashi đã được làm từ các nguyên liệu khác nhau nhưng được phân ra ba loại chính tùy theo lượng nước chứa trong nó là:
- Hi-gashi (干菓子 (Can quả tử)? n.đ. 'bánh kẹo khô'): Chứa lượng nước thấp hơn 10%.
- Han-nama-gashi (半生菓子 (Bán sinh quả tử)? n.đ. 'bánh kẹo nửa tươi'): Chứa lượng nước từ 10% - 30%.
- Nama-gashi (生菓子 (Sinh quả tử)? n.đ. 'bánh kẹo tươi'): Chứa lượng nước đến hơn 30%.

## Một số loại Wagashi
- Anmitsu: là món tráng miệng yêu thích vào mùa hè của người Nhật. Bao gồm thạch, các loại đậu (như đậu đỏ azuki, đậu hà lan...), trái cây, kem và siro.
- Arare: Arare là một loại bánh bỏng gạo Nhật Bản được làm từ gạo nếp và hương vị sốt đậu nành. Kích thước và hình dạng được phân biệt khác với arare từ senbei. Cái tên được chọn để gợi lên những viên tuyết, arare nhỏ vừa tương tự với hình dáng và kích thước của bông tuyết, mặc dù những loại khác có thể thay đổi kích thước, hình dáng và mùi vị. Arare còn được gọi là kakimochi hoặc mochi nghiền ở Hawai, nơi mà nó được giới thiệu lần đầu vào năm 1900.
- Daifuku
- Dango
- Hanabiramochi: Bánh giầy cánh hoa với lớp vỏ từ bột gạo nếp, lớp ngoài cùng có màu trắng gạo và lớp bên trong thì có màu hồng nhạt, tiếp đến là một đoạn rễ ngưu bàng (gobo) cứng và hơi cay, sau cùng là một lớp nhân bột đậu trắng (anko). Khi gấp tất cả lại thì bánh tạo thành hình bán nguyệt có màu trắng với màu hồng nhạt của lớp mochi bên trong ẩn hiện ra bên ngoài làm cho chiếc bánh có hình dạng như một cánh hoa (hanabira)
- Higashi: Bao gồm các loại bánh có độ ẩm dưới 10%. Khô và cứng chính đặc trưng của bánh. Higashi có dạng bánh đặc thù là Uchimono – loại bánh có nguyên liệu chính là các loại bột, xirô và đường, hỗn hợp này sau khi nhào mịn sẽ được nén vào các khuôn gỗ để tạo hình, xông hơi nước lên bề mặt và sấy khô lại. Trong khi đó, Oshimono là những loại bánh có nguyên liệu tương tự như Uchimono nhưng có thêm nhân An hoặc các nguyên liệu phụ đặc biệt khác, cũng được nén vào các khuôn để sấy khô nhưng có lượng nước cao hơn Uchimono nên dễ tan chảy khi cho vào miệng. Dòng Kakemono có nguyên liệu chính là đậu rang, bích quy, thạch rau câu hoặc hạt phỉ được rưới thêm nước xirô hoặc sô cô la bên ngoài, có thể được cán phẳng để tạo độ nhẵn bóng cho bề mặt bánh.
- Imagawayaki: là món bánh ngọt của Nhật Bản thường được bán trong các lễ hội, hay trên đường phố. Món bánh này được nướng trong một chiếc chảo nướng đặc biệt, và nhân bánh là đậu đỏ ngọt hay nhân kem sữa, phô mai.
- Kinakomochi: bánh giầy mochi  phủ bột đậu nành rồi rắc sốt mật đường đen Kuromitsu.
- Kusamochi: bánh giầy với lớp vỏ từ bột nếp trộn với màu xanh của nước chiết xuất lá ngải cứu Nhật
- Konpeitō
- Manjū: bánh màn thầu Nhật
- Matsunoyuki
- Mizubotan: Bánh với lớp vỏ từ tinh bột nếp hay bột sắn dây, trong có chứa nhân đậu và thường là đậu trắng trộn màu thực phẩm đỏ cho màu hồng. Loại bánh này tương tự với bánh phu thê  Việt Nam.
- Monaka
- Namagashi
- Oshiruko
- Sakuramochi: bánh giầy hoa anh đào; nhân thường là đậu đỏ, trà xanh hay những viên kem nhỏ. Sakura Mochi, là một loại wagashi truyền thống ở Nhật Bản, xuất hiện trong những dịp lễ ngắm hoa hay dành cho ngày lễ Hinamatsuri của các bé gái.

Sakura Mochi gồm bánh giầy màu hồng có nhân là bột đậu đỏ anko và bọc bên ngoài nó là lá hoa anh đào muối. Nhưng thực ra Sakura Mochi chỉ có phần bọc ở ngoài là lá hoa anh đào, còn màu hồng trên bánh là do màu thực phẩm tạo nên.
- Sasadango (笹だんご): bánh dango hấp, gói bằng lá tre. Trước đây món ăn này được ăn vào ngày lễ hội của "các bé trai" (Tango no Sekku) vào ngày 5 tháng 5. Nhưng ngày nay, mọi người ăn Dango quanh năm, và cũng thường được sử dụng như một món quà tặng từ Niigata.
- Taiyaki
- Uiro
- Warabimochi
- Yakigashi
- Yōkan